# Weberbauera densifolia
Weberbauera densifolia är en korsblommig växtart som beskrevs av Al-shehbaz. Weberbauera densifolia ingår i släktet Weberbauera och familjen korsblommiga växter. Inga underarter finns listade i Catalogue of Life.